# Asiatiskt lejon
Asiatiskt lejon (Panthera leo persica) är en underart till lejonet.
2018 uppskattas antalet lejon till fler än 600. De lever framför allt i staten Gujarat i Indien.

## Utseende
Det asiatiska lejonet liknar sina afrikanska släktingar. Hanar har en kroppslängd mellan 170 och 220 cm och väger mellan 150 och 225 kg. Honorna är mindre och har en kroppslängd mellan 140 och 170 cm och väger mellan 100 och 150 kg. Pälsens färg är beige eller sandfärgade. Denna underart är vanligtvis lite mindre än de afrikanska lejonen. Den har en liten man och ett hudveck som finns på bukens mitt. Enligt genetiska undersökningar skilde sig underarten för 50 000 till 100 000 år sedan från de afrikanska lejonen.

## Utbredning
Tidigare sträckte sig djurets utbredningsområde till Sydosteuropa och Mellanöstern. Det fanns en tid då det asiatiska lejonet nästan var utrotat. Tidvis fanns bara 20 individer kvar. Efter inrättningen av nationalparken Gir Forest i Indien återhämtade sig populationen lite.
Trots allt hotas underarten fortfarande av inavel. Om de nu levande individerna är tillräcklig för underartens överlevnad är oviss. Det asiatiska lejonet listas därför av IUCN som starkt hotad (endangered).

## Ekologi

### Föda
Jakten är honornas uppgift. Bara i undantagsfall deltar flockens hane i jakten. Dessa djur jagar oftast under dagens mörka timmar eller under svalare timmar på morgonen. Potentiella byten är axishjortar, indiska gaseller, antilopen nilgau (Boselaphus tragocamelus), sambarhjortar (Cervus unicolor), fyrhornsantiloper, vildsvin och axishjort. Dessutom äter dessa lejon as.

### Fortplantning
I flocken finns vanligtvis inte lika många individer som hos de afrikanska underarterna. Efter dräktigheten som varar i ungefär 110 dagar föder honan två till fyra ungar. När de är 6 månader gamla slutar honan att ge di. Efteråt stannar ungarna ungefär två år hos modern.